# (599752) 2010 VQ11
(599752) 2010 VQ11 est un objet transneptunien du groupe des cubewanos. 

## Caractéristiques
(599752) 2010 VQ11 mesure environ 300 km de diamètre, ce qui pourrait le qualifier comme un candidat au statut de planète naine.